# Салима (округ)
Салима (англ. Salima) — округ в Центральном регионе Малави. По состоянию на 2011 год в округе проживает 340 327 человек. Площадь территории составляет 2196 км² — это 2,33 % площади страны. Административный центр — город Салима.

## География
На востоке округа находится озеро Ньяса. По территории округа протекает множество рек, среди них наиболее крупные: Читала, Двеле, Чилува, Нгодзи, Лифидзи, Ливадзи и Линтипе.

## Религия
Христианство исповедуют 65 %, ислам — 29 %, остальные исповедуют местные верования.